# 린취안

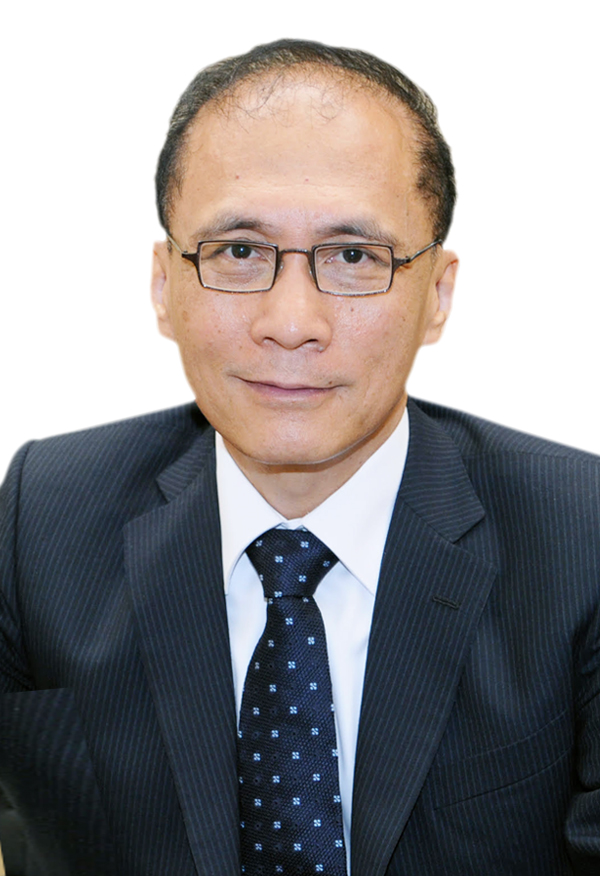
린취안

린취안(중국어: 林全, 1951년 12월 13일 ~ )은 중화민국의 정치인, 경제학자이다. 그는 천주교 푸런 대학 경제학 학사, 미국 일리노이 대학교 경제학 박사이다. 당적은 무소속이다. 1951년 중화민국 가오슝시 쭤잉구에서 출생하였다. 행정원장, 재정부장, 국립 타이완 대학 교수, 타이베이시 재정국 국장, 행정원 주계총처 주계장, 소영기금회 집행장, 총통부 자정을 역임하였다. 2016년 차이잉원 중화민국 총통에 의해 행정원장으로 임명되어 2016년 5월 20일부터 2017년 9월 8일까지 역임하였다.

## 같이 보기
- 중화민국의 행정원장